# Asura simplicifascia
Asura simplicifascia är en fjärilsart som beskrevs av Kirby 1892. Asura simplicifascia ingår i släktet Asura och familjen björnspinnare. Inga underarter finns listade i Catalogue of Life.